# Любимов Ілля Петрович
Ілля Петрович Любимов (нар.. 21 лютого 1977, Москва, Російська РФСР, СРСР) — російський актор театру і кіно. Найбільш відомий за фільмами «20 сигарет», «Неадекватні люди» і за серіалами «Не народися вродливою», «Фан-клуб Гольнева», «Повернення блудного Джінніка», «Корабель» і «Готель Елеон».

## Біографія
Ілля Любимов народився в Москві. Батько — Петро Якович Шлезінгер (нар. 1944), начальник відділу в ДКБ Сухого . Мати — Наталія Миколаївна Любимова (лінгвіст, перекладачка з англійської та французької мов). Старший брат — Олег Петрович Любимов (нар. 13 лютого 1968), актор, з 1993 року грає в Московському театрі «Майстерня Петра Фоменка», також знімався і знімається в деяких фільмах.
Ілля закінчив школу екстерном. У 11-річному віці почав працювати в складі Театру юного москвича «Тюм» (під керівництвом Олександра Тюкавкіна), куди Іллю привела мама, який вирішив йти по стопах брата.
У 1993 році вступив на режисерський факультет РАТІ (ГІТІСу), майстерня Петра Фоменка. Ще в інституті грав в постановках: «Весілля», «Дачники», «Ідея пана Дому», «Несвяті святі», «Школа для дурнів», «Гарпагоніада».
Знявся в кліпах Влади Касти «Сестра» (2004), «Сочиняй мечты» (2011).

### Особисте життя
Дружина — Катерина Вилкова (нар.. 11 липня 1984), вони одружилися 1 травня 2011 року.
Діти: дочка Павла (нар.. 11 лютого 2012) і син Петро (нар.. 6 квітня 2014 року).

## Фільмографія
- 2001 — Громадянин начальник —  Єрхов
- 2001 — Одне абсолютно щасливе село —  Франц
- 2002 — Щоденник вбивці —  Ісай Лазурський, товариш Миколи Воїнова, один з розстріляних
- 2002 — Змішувач
- 2003 — Бумер —  Коля «Затон»
- 2003 — Одіссея 1989 —  Слон
- 2004 — Червона капела —  Анрі Жіно, художник
- 2005 — Казус Кукоцького —  Гарік Габрієлян, піаніст у джазовій групі
- 2005 —  2006 — Не народися вродливою —  Олександр Воропаєв, син Юрія Воропаєва, старший брат Кіри і Христини Воропаєвих
- 2005 — 45 сантиметрів
- 2005 — Подруга особливого призначення —  Арсеній Троєпольський
- 2006 — Все змішалося в домі —  гросмейстер
- 2007 — 20 сигарет —  Андрій Смаровський, менеджер великого рекламного агентства «Bad Boy's» [1]
- 2008: П'ять кроків по хмарах —  Роман Полянський, він же Михайло Євгенович Протасов
- 2008 — Інше обличчя —  Максим Переславський
- 2008 — Петрівка, 38. Команда Семенова —  Михайло Найман, старший лейтенант міліції
- 2009 — Обставини —  Тихон
- 2009 — Повернення Синдбада —  Ізраїль Ават
- 2010 — Неадекватні люди —  Віталій Мухаметзянов
- 2010 — Черчілль —  Юрій Грігоракіс
- 2010 — Доктор Тирса —  Ренат Савін
- 2010 — Школа для товстушок —  Кирило Навєтов
- 2011 — 12 квітня 1961 року. 24 години (документальний) —  Григорій Григорович Нелюбов, військовий льотчик, член першого загону радянських космонавтів
- 2011 —  2012 — Щоденник лікаря Зайцевої —  Максим Володимирович Майоров, завідувач хірургічним відділенням
- 2012 — Зовнішнє спостереження —  Альберт Максимович Ан (Ташкент)
- 2012 — 20 років без любові —  Салім
- 2012 — Без свідків —  Сергій-Герман
- 2014 — Корабель —  Герман Ворожцов, викладач основ виживання
- 2014 — Під каблуком —  Костя Привалов
- 2015 — Поділися щастям своїм —  Олег Панін
- 2015 — Невидимки —  Юрій Муравйов
- 2016 — Поруч з нами —  Учитель
- 2016 — Страшний і небезпечний —  Миша Дорохов
- 2016 — Однокласниці —  Андрій, чоловік Світлани
- 2016 — Чисте мистецтво —  Миша Кулєшин, друг Андрія Стільського
- 2016 — Готель «Елеон» —  Вадим Олексійович Лебедєв, коуч, психолог бутік-готелю «Eleon», колишній чоловік Софії Янівни
- 2017 — Полювання на диявола —  Ян Штільман
- 2017 — Лікар Ріхтер —  коханець Ірини
- 2017 — По По ту сторону смерті —  Лукас
- 2017 — Однокласниці. Новий поворот —  Андрій, чоловік Світлани
- 2017 — Великі гроші (Фальшивомонетники) —  Лев Сергійович Копилов, виконуючий обов'язки керуючого філією «Кеш кепітал банку»
- 2017 — Жовте око тигра —  художник Куракін
- 2018 — Динозавр —  Олег Станіславович Бесовський, кримінальний бізнесмен, рейдер
- 2020 — Портрет незнайомця — *  2020 — Неадекватні люди 2 —  Віталій
- 2020 — Вовк —  Леонід Якович Гольцман, колекціонер

### Дубляж
- Аліса в Країні чудес — Абсолем (Синя гусінь)
- Союз звірів — Лев Сократ

## Нагороди
- Премія «Чайка» в номінації «Деякі люблять гарячіше» (дует з Ксенією Кутєповою в спектаклі «Сімейне щастя»), 2000 рік[2] .
- Лауреат Театральної премії МК в категорії «Початківці» (найкраща епізодична роль — Франц — у виставі «Одне абсолютно щасливе село»), 2001 рік.
- 2010 — Найкращий дует за фільм «Неадекватні люди» на кінофестивалі " Вікно в Європу "[3].